# Bergerac (TV-serie, 2025)
Bergerac är en brittisk kriminaldramaserie vars första säsong hade premiär  den 27 februari 2025. Första säsongen som är skapad av Toby Whithouse består av sex avsnitt. Det är en nyinspelning av serien Bergerac som sändes mellan 1981 och 1991.

## Handling
När en kvinna i en av Jerseys rikaste familjer mördas återvänder kommissarie Bergerac till arbetet. Han är fast besluten att  lösa mordet.

## Rollista (i urval)
- Damien Molony - Jim Bergerac
- Zoë Wanamaker - Charlie Hungerford
- Philip Glenister - Arthur Wakefield
- Pippa Haywood - Margaret Heaton
- Sasha Behar - Uma Dalal
- Timothy Renouf - Julian Wakefield
- Aidan McArdle - Pete Benedict